# Oxypsila abdominalis
Oxypsila abdominalis är en tvåvingeart som först beskrevs av Theodor Emil Schummel 1844.  Oxypsila abdominalis ingår i släktet Oxypsila och familjen rotflugor. Inga underarter finns listade i Catalogue of Life.